# Ken Morrow
Kenneth Arlington Morrow(* 17. října 1956, Flint, Minnesota, USA) je bývalý americký hokejový obránce, který nastupoval v NHL za New York Islanders. V tomto klubu pracuje dnes v oblasti rozvoje skautingu a mládeže.
Jako první hokejista dokázal v témže roce získat zlatou olympijskou medaili a Stanleyův pohár.

## Reprezentace
Urostlý obránce si zahrál na mistrovství světa 1978, které hostilo Československo a americká reprezentace na něm obsadila šesté místo. V sezoně 1979/80 si jej trenér Herb Brooks vybral do týmu, který se po celou sezonu připravoval na v USA pořádané olympijské hry. V rámci přípravy sehrál 56 utkání a nastřádal v nich 22 bodů (4 branky a 18 asistencí). Na olympijském turnaji v Lake Placid se podařilo týmu, který byl poskládán z hráčů z univerzit, vybojovat šokující zlaté medaile po vítězství nad silným výběrem Sovětského Svazu. Dodnes je tento výsledek považován za jeden z nejpřekvapivějších v dějinách hokeje (označovaný jako Zázrak na ledě) a Morrow byl členem zahajovací sestavy v tomto utkání. Hráč si zahrál ještě na Kanadském poháru 1981, kde Američané vypadli v semifinále.

### Reprezentační statistiky
| 1978 | USA | MS | 6 | 0 | 0 | 0 | 0 |
| 1980 | USA | OH | 7 | 1 | 2 | 3 | 6 |
| 1981 | USA | KP | 6 | 0 | 0 | 0 | 6 |

## New York Islanders
Morrow byl v roce 1976 vybrán v draftech klubem NHL New York Islanders a celkem WHA New England Whalers. V té době hrál za Bowling Green University, kterou opustil až v roce 1979. Po olympijském triumfu v Lake Placid se již v závěru sezony 1979/80 zařadil do sestavy Islanders a hned byl u triumfu v podobě zisku Stanley Cupu. Silná generace "Ostrovanů" dokázala pohár obhájit i v sezonách 1980/81, 1981/82 a 1982/83. V pátém finále v řadě v ročníku 1983/84 newyorský klub podlehl Edmonton Oilers. Po sezoně 1988/89 ukončil kariéru kvůli přetrvávajícím potížím s kolenem.
V sezoně 1991/92 působil u Islanders jako asistent trenéra a od roku 1995 se věnuje skautingu. V roce 1995 byl zařazen do americké hokejové síně slávy a o rok později obdržel Lester Patrick Trophy za přínos hokeji v USA. Na konci roku 2011 byl uveden také do síně slávy klubu New York Islanders.

## Klubové statistiky
| Sezona     | Klub               | Soutěž     | Základní část | Základní část | Základní část | Základní část | Základní část | Play off | Play off | Play off | Play off | Play off |
| Sezona     | Klub               | Soutěž     | Z             | G             | A             | B             | TM            | Z        | G        | A        | B        | TM       |
| ---------- | ------------------ | ---------- | ------------- | ------------- | ------------- | ------------- | ------------- | -------- | -------- | -------- | -------- | -------- |
| 1979/80    | New York Islanders | NHL        | 18            | 0             | 3             | 3             | 4             | 20       | 1        | 2        | 3        | 12       |
| 1980/81    | New York Islanders | NHL        | 80            | 2             | 11            | 13            | 20            | 18       | 3        | 4        | 7        | 8        |
| 1981/82    | New York Islanders | NHL        | 75            | 1             | 18            | 19            | 56            | 19       | 0        | 4        | 4        | 8        |
| 1982/83    | New York Islanders | NHL        | 79            | 5             | 11            | 16            | 44            | 19       | 5        | 7        | 12       | 18       |
| 1983/84    | New York Islanders | NHL        | 63            | 3             | 11            | 14            | 45            | 20       | 1        | 2        | 3        | 20       |
| 1984/85    | New York Islanders | NHL        | 15            | 1             | 7             | 8             | 14            | 10       | 0        | 0        | 0        | 17       |
| 1985/86    | New York Islanders | NHL        | 69            | 0             | 12            | 12            | 22            | 2        | 0        | 0        | 0        | 4        |
| 1986/87    | New York Islanders | NHL        | 64            | 3             | 8             | 11            | 32            | 13       | 1        | 3        | 4        | 2        |
| 1987/88    | New York Islanders | NHL        | 53            | 1             | 4             | 5             | 40            | 6        | 0        | 0        | 0        | 8        |
| 1988/89    | New York Islanders | NHL        | 34            | 1             | 3             | 4             | 32            | —        | —        | —        | —        | —        |
| celkem NHL | celkem NHL         | celkem NHL | 550           | 17            | 88            | 105           | 309           | 127      | 11       | 22       | 33       | 97       |

## Zajímavost
O olympijském triumfu v Lake Placid 1980 byl v roce 2004 natočen film, ve kterém Morrowa hrál Casey Burnettelcik.